# Johann Georg Glauche

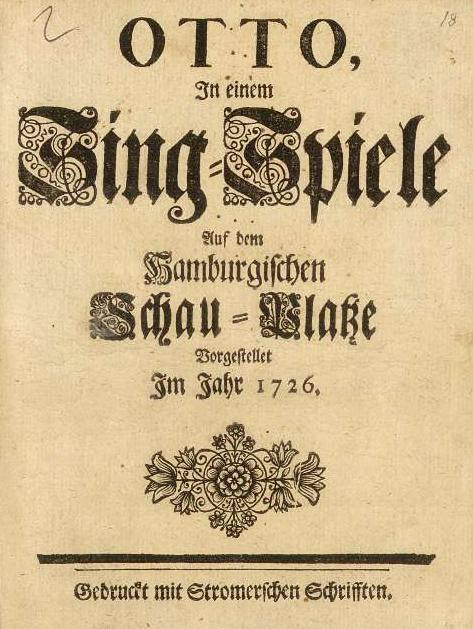
Textblatt der Oper „Otto“ zu der Glauche das Libretto schrieb

Johann Georg Glauche, auch Johann Georgius Glauche, Johann Georg Glauch (* vor 1699 in Wurzen; † nach 1745 in Hamburg), war ein deutscher Theologe, Librettist und Schriftsteller.

## Leben
Glauche studierte Theologie und ging nach Hamburg, wo er am 22. November 1715 unter die Kandidaten des Ministeriums aufgenommen, 1724 wegen „schlechten Lebenswandels“ aber wieder entlassen wurde. Im Jahre 1732 wurde er Conrektor in Harburg, danach ist er wieder in Hamburg nachweisbar, wo er vermutlich auch starb. Er schrieb Libretti für die Komponisten Johann Mattheson, Reinhard Keiser, Georg Philipp Telemann und Matthias Christoph Wiedeburg.

## Werke (Auswahl)
- Der Siegende Gideon: wurde, wegen des durch Ihro Röm. Kayserl. Majestät Carl des VI. glückliche Waffen unter tapfferer Anführung des durchlauchtigen Prinzen Eugenii wieder den Erb-Feind am 16. Aug. 1717. befochtenen herrlichen Sieges und darauff erfolgten Übergabe der Haupt-Vestung Belgrad bey feyerlichster Begehung des am XVIII. post Trinitatis als dem 26. Sept. verordneten Hamburgischen Danck-Festes in dasiger Stiffts-Kirche auffgeführt von Mattheson. Hamburg 1717. (Oratorium) Musik von Johann Mattheson.
- Der reformirende Johannes: an dem … zweyten Jubel-Feste der Evangelisch-Lutherischen Kirche … d. 31. Octobr. 1717 in der Dom-Kirche daselbst musikalisch auffgeführet. (Oratorium) Musik von Johann Mattheson.
- Die vergnügte Sehnsucht der liebenden Sulamith: in einem neu-verfertigten Oratorio comp. und aufgeführet in Hamburg 1718. (Oratorium aufgeführt im Drillhaus) Musik von Matthias Christoph Wiedeburg.
- Quum Viro Perquam Reverendo, Clarissimo atque Doctissimo M. Hartwig Bambamio, Diacono Ecclesiæ, quæ Hamburgi ad D. Petri & Pauli est, Dignissimo, Postridie Id. Decembr. Ann. M DCC XXIII. Ordines Sacri Solemni Ritu Conferrentur, Ipsi Novum Hoc Munus Gratulaturus, De Loco Ps. CXIX, 109. Pauca Quædam Disserit Jo. Georgius Glauche, R.M.H.C. & Verbi Divini Administer ad D. Jacobi. Gennagel, Hamburgi 1723.
- De Annuli pronubi Antiquitate Judaica commentatio ad illustrandum locum Gen. XXXVIII. 18.: nuptiis … Joann. Christophori Kisneri, cum Catharina Gertrude Kirstenia, Hamburgi IV. Calend. Decembr. cIɔ Iɔcc XXIV. celebratis / sacrata a Jo. Georg. Glauchio. Typis Georgii Dieterici Spiringii, Hamburgi 1724.
- Ad Virum … M. Herman. Samuel. Reimarum, Lycei Wismariensis Rectorem dignissimum, obitum Parentis optimi, Viri … Nicolai Reimari, Johannei Hamburgensis Collegae IVti meritissimi, acerbe lugentem, de Hebraeorum ac Aegyptiorum Entaphiasmō quaedam disserit Jo. Georg. Glauche. Literis Spiringianis, Hamburgi 1624 [i. e. 1724].
- Christliche Erinnerung an die sämmtlichen Herren Censores des unschuldigen Patrioten. Hamburg 1724.
- Der Patrioten-Ketechismus, oder der durch Frag- und Antwort erklärte u. aus der unvergleichlichen Sittenlehre des rechtschaffenen biblischen Patrioten Sirachs bewährte hamburgische Patriot. Hamburg 1724.
- J. N. J. Texte zur Music, am Feste Michaelis 1725. in der Kirche zu St. Petri (woselbst zugleich ein neuer Altar ein-geweyhet ward) in Hamburg / aufgeführet von Georg Philipp Telemann, Chori Musici Directore. Hamburg Beneke, 1725.
- Kurz-verfaßte Historie von dem Streit wegen der Oster-Feyer biß auf gegenwärtige Zeit: worinnen besonders dasjenige, was bißher auf dem Reichstage zu Regenspurg in dieser Sache verabhandelt worden, umständlich beschrieben, und aus denen Actis Publicis erläutert wird / von Jo. Georg. Glauchen Hamburg: Wiering, 1725.
- Der gestürtzte Pharao oder Die Erlösung des Volkes Israel aus der agyptischen Dienstbarkeit. In einem Oratorio mit poetischer Feder vorgestellet von etc.; hernach in die Musie gebracht u. aufgeführet in Hamburg von Matthias Christoph Wiedeburg. (Oratorium aufgeführt im Drillhaus) Hamburg 1725.
- Libretto zur Oper Otto. (nach Nicola Francesco Haym, Ottone, re di Germania, London 1723) Musik: Georg Philipp Telemann nach Georg Friedrich Händel HWV 15 / TWV 22:3. Hamburg 1726.
- Die in ihrer Friedens-Hofnung gestärckte Europa: in einer Serenata fürgestellet von M. D. Polone / … [daß die darinnen befindliche Arien von … Porpora und Leo, die Chöre aber, samt dem Recitativ, von … Joh. Reinhardt Kayser componiret worden. … dem Autori derselben, J. G. Glauchen]. Hamburg: Stromer 1730. (Oratorium), Musik von Reinhard Keiser.
- Wohlverdientes Ehren-Gedächtnis des weiland hochedelgebornen Herrn, Herrn Georg Setz, herzoglich mecklenburgischen hochbetrauten Amtmanns des hochfürstlichen Amtes Dömitz, demselben nach dessen am 8. August 1743 erfolgten wohlseligen Abschiede gestiftet von einem dem vornehmen seitzischen Hause verpflichteten Dienser. Hamburg 1745.
- Text zu Johann Mattheson: Das fröhliche Sterbelied. (Oratorium) Hamburg 1760.